# Chyna Doll
Chyna Doll é o segundo álbum de estúdio da rapper americana Foxy Brown. Foi lançado em 26 de janeiro de 1999 nos Estados Unidos pela Def Jam Recordings e estreou no topo da lista de álbuns americanos Billboard 200, tornando-a a segunda rapper feminina a debutar no topo da parada musical, atrás de Lauren Hill. Recebeu disco de platina pela RIAA em 24 de março de 1999 por vender 1 milhão de cópias nos Estados Unidos e foi lançado mais tarde no Reino Unido em 18 de julho de 1999.

## Faixas
1. "The Birth of Foxy Brown" (com Pam Grier) - 1:27
2. "Chyna Whyte" - 3:01
3. "My Life" - 4:27
4. "Hot Spot" - 3:50
5. "Dog & a Fox" (com DMX) - 2:57
6. "JOB" (com Mýa) - 3:42
7. "Bomb Ass" -  (com Tha Dogg Pound)  - 0:59
8. "I Can't" (com Total) - 4:47
9. "Bonnie & Clyde (Part II)" (com Jay-Z) - 4:50
10. "4-5-6" (com Beanie Sigel & Memphis Bleek) - 5:01
11. "Ride (Down South)" (com 8Ball & MJG, Juvenile & Too $hort) - 5:41
12. "Can U Feel Me Baby" (com Pretty Boy) - 3:49
13. "Baller Bitch" (com Pretty Boy & Too $hort) - 3:49
14. "BWA" (com Mia X & Gangsta Boo) - 3:26
15. "Tramp" - 3:28
16. "Baby Mother" - 1:25
17. "It's Hard Being Wifee" (com Noreaga) - 4:44

## Paradas musicais
| Paradas (1999)                                | Melhor posição |
| --------------------------------------------- | -------------- |
| Canadá - Canadian Albums Chart                | 6              |
| Estados Unidos - Billboard 200                | 1              |
| Estados Unidos - Billboard R&B/Hip-Hop Albums | 1              |